# Гомотопні групи
Гомото́пні гру́пи, гомото́пні а́томи (рос. гомотопные [эквивалентные] группы, англ. homotopic [equivalent] groups) — ідентичні групи (чи атоми) в молекулі, з абсолютно однаковою сполучністю та однаковим хімічним оточенням, тобто займають у молекулі структурно еквівалентні положення. Це зокрема однакові атоми або групи, які взаємно міняються місцями при операції обертання навколо n-кратної осі симетрії (де n = 2, 3, і т. д.).
Наприклад, хлороформ (С3-вісь) має три гомотопні атоми Cl. У будь-якому фізичному експерименті (також у ферментативних перетвореннях) їхня поведінка ідентична й вони нерозпізнавальні між собою, їх хімічні зсуви є однаковими.
Синонім — еквівалентні групи (атоми).

## Гомотопні ядра
Ядра, які відносяться до гомотопних груп. Такі ядра знаходяться в ідентичному структурному оточенні. Вони є ізохронними. Можуть бути різними за магнітними властивостями (ізо- або анізогамними).